# Michael Horne
Michael Allan Horne (* 18. Januar 1943 in Gulfport, Mississippi; † 19. Januar 2019) war ein US-amerikanischer Physiker, bekannt für Arbeiten zu den Grundlagen der Quantenmechanik.
Horne studierte an der University of Mississippi und wurde an der Boston University in Physik bei Abner Shimony promoviert. Er lehrte am Stonehill College, einer katholischen Schule in Easton südlich von Boston.
Mit John Clauser, Abner Shimony und Richard A. Holt entwickelte Michael A. Horne die CHSH-Ungleichung zum Test des Bellschen Theorems (der Test wurde dann 1972 durch John Clauser und Stuart Freedman experimentell ausgeführt). Seine Zusammenarbeit dazu mit Shimony begann Ende 1968, und bald darauf wurden Clauser und Holt einbezogen. 1975 wandte er sich Neutronen-Interferometrie zu in Zusammenarbeit mit Clifford Shull am MIT (damals waren solche Interferometer-Experimente mit Neutronen von Sam Werner an der University of Missouri und von Helmut Rauch und Anton Zeilinger in Wien entwickelt worden). Das führte zur Begegnung mit Daniel Greenberger, der Neutroneninterferometrie zur Gravitation bereits in den 1960er Jahren theoretisch vorgeschlagen hatte und an Shulls Experiment ebenfalls interessiert war, und später mit Zeilinger (in Grenoble 1978).
Mit Daniel Greenberger und Anton Zeilinger führte er 1989 quantenverschränkte Zustände von drei Subsystemen (GHZ-Zustand) ein. Er wurde zuerst 1998 experimentell realisiert (GHZ-Experiment), und stellt eine Verbesserung gegenüber Experimenten nach der Bellschen Ungleichung dar. GHZ-Zustände waren die ersten Beispiele von Quantenverschränkung mit mehr als zwei Teilchen und spielen eine fundamentale Rolle in der Quanteninformationstheorie.
Er spielte in seiner Freizeit Schlagzeug in der Jazzband seines Colleges.

## Schriften
- mit J. Clauser, Abner Shimony, Richard Holt: Proposed experiment to test local hidden variable theories. In: Physical Review Letters. Band 23, 1969, S. 880.
- mit J. Clauser: Experimental consequences of objective local theories. In: Physical Review D. Band 10, 1974, S. 526.